# Гольпейн, Генрих
Генрих Гольпейн (нем. Heinrich Hollpein; 12 мая 1814, Вена — 7 мая 1888, там же) — австрийский художник—портретист и комедиограф.

## Биография
Сын гравера. Учился в Венской Академии изобразительных искусств, где в 1834 г. начал выставлять написанные им портреты. Ездил в Германию и Польшу, где изучал произведения искусства и творил.
В Россию впервые приехал в 1841 г. В Петербурге изучал собрание Эрмитажа. В 1840—1850 годах работал в Российской империи, большей частью на Украине, где провел почти шестнадцать лет жизни. Его высокохудожественные, выполненные в традициях европейской живописи, портреты пользовались широкой популярностью среди русской, украинской и польской знати. Кисти Г. Гольпейна принадлежит множество академических салонных портретов аристократов и художников Российской империи, из которых до нашего времени сохранились единицы.
Произведения Г. Гольпейна интересны тем, что изображают типичных представителей родовитой украинской и польской шляхты, раскрывают психологию и жизненные позиции людей определенного социального слоя, иллюстрируют характерные тенденции портретной живописи того времени.
Проживая в Киеве, который он впервые посетил в 1842 г., стал известным лицом. Часто экспонировал свои картины, активно сотрудничал в местной интеллигенцией, в первую очередь, с тем её кругом, который группировался возле университета св. Владимира (ныне Киевский национальный университет имени Тараса Шевченко). В связи с широкой популярность, состоятельные местные помещики часто приглашали Г. Гольпейна к себе и заказывали ему свои портреты. Особенно хорошо живописцу удавались групповые портреты.
С 1853 г. — президент Немецкого Общества Художников в Риме.
В связи с ухудшением зрения, отказался от живописи и начал писать комедии.
Похоронен на Центральном кладбище Вены.

## Избранные работы
- Портрет неизвестного. 1850-е г.
- Портрет Д. Н. Философова. 1854
- Портрет М. П. Галаган-Комаровской
- Портрет Онисии Максимовны Ланге. 1845.
- Портрет Ивана Фундуклея, 1840-е—1950-е гг. Национальный музей истории Украины, Киев;
- групповой портрет семьи Княжевичей
- групповой портрет Липковских

Картины Г. Гольпейна находятся сейчас в ряде музеев Украины, в частности, в Национальном художественном музее Украины, Закарпатском областном художественном музее им. Бокшая, Черкасском областном художественном музее, других музеях Украины и Чехии.

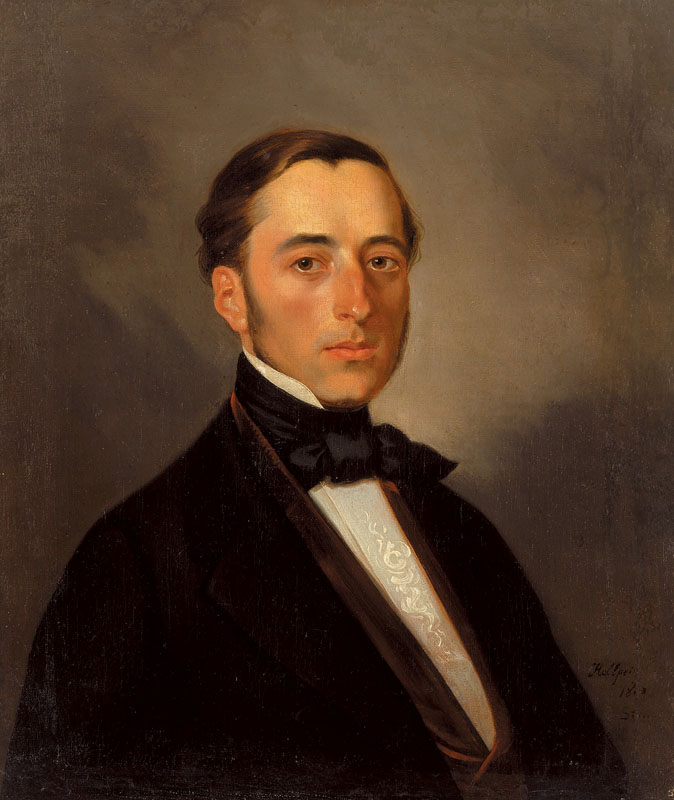
Портрет неизвестного
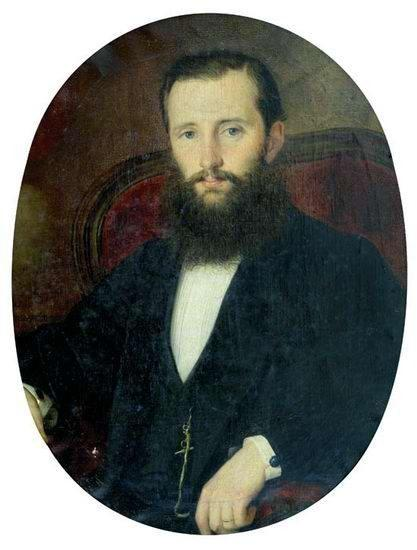
Портрет неизвестного. 1850-е г.
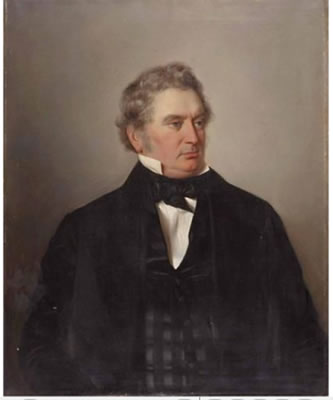
Портрет венца
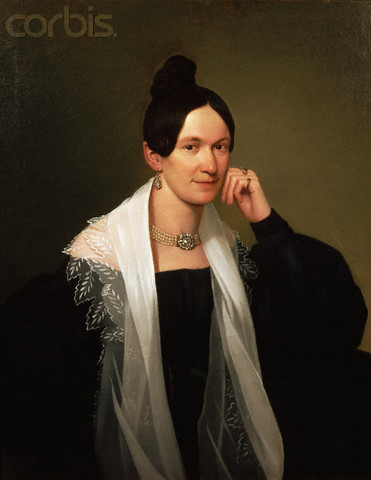
Портрет Терезы Шуберт
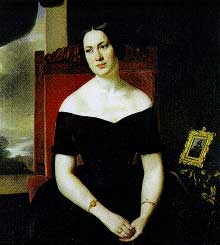
Портрет Онисии Максимовны Ланге
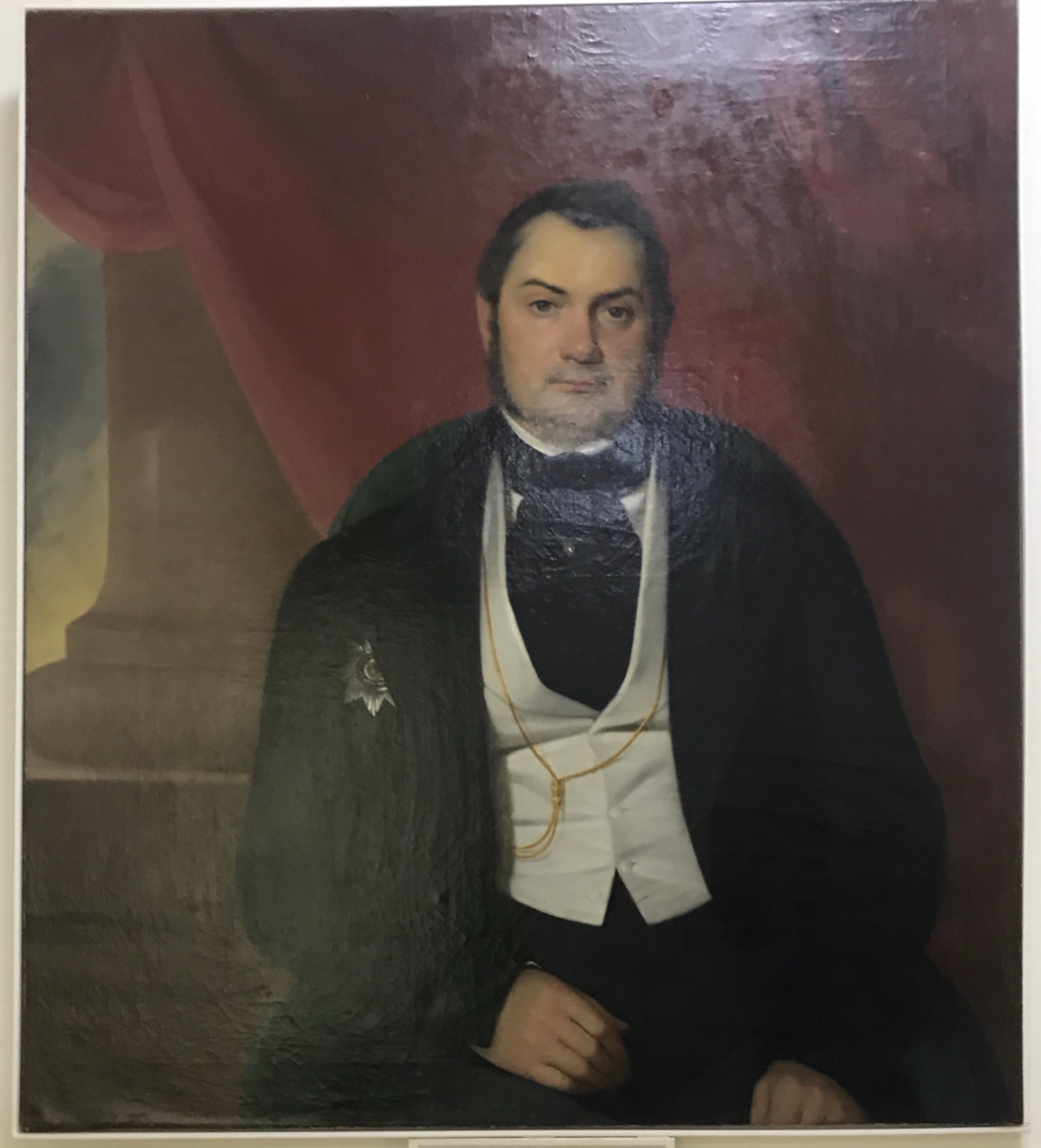
Портрет Ивана Фундуклея, 1840-е—1950-е. Национальный музей истории Украины, Киев

## Избранные комедии
- Er experimentiert
- Telegraph
- Depeschen
- Poln.Flüchtling
- Rekrut und Dichter и др.